# Rally Costa de Almería de 2018

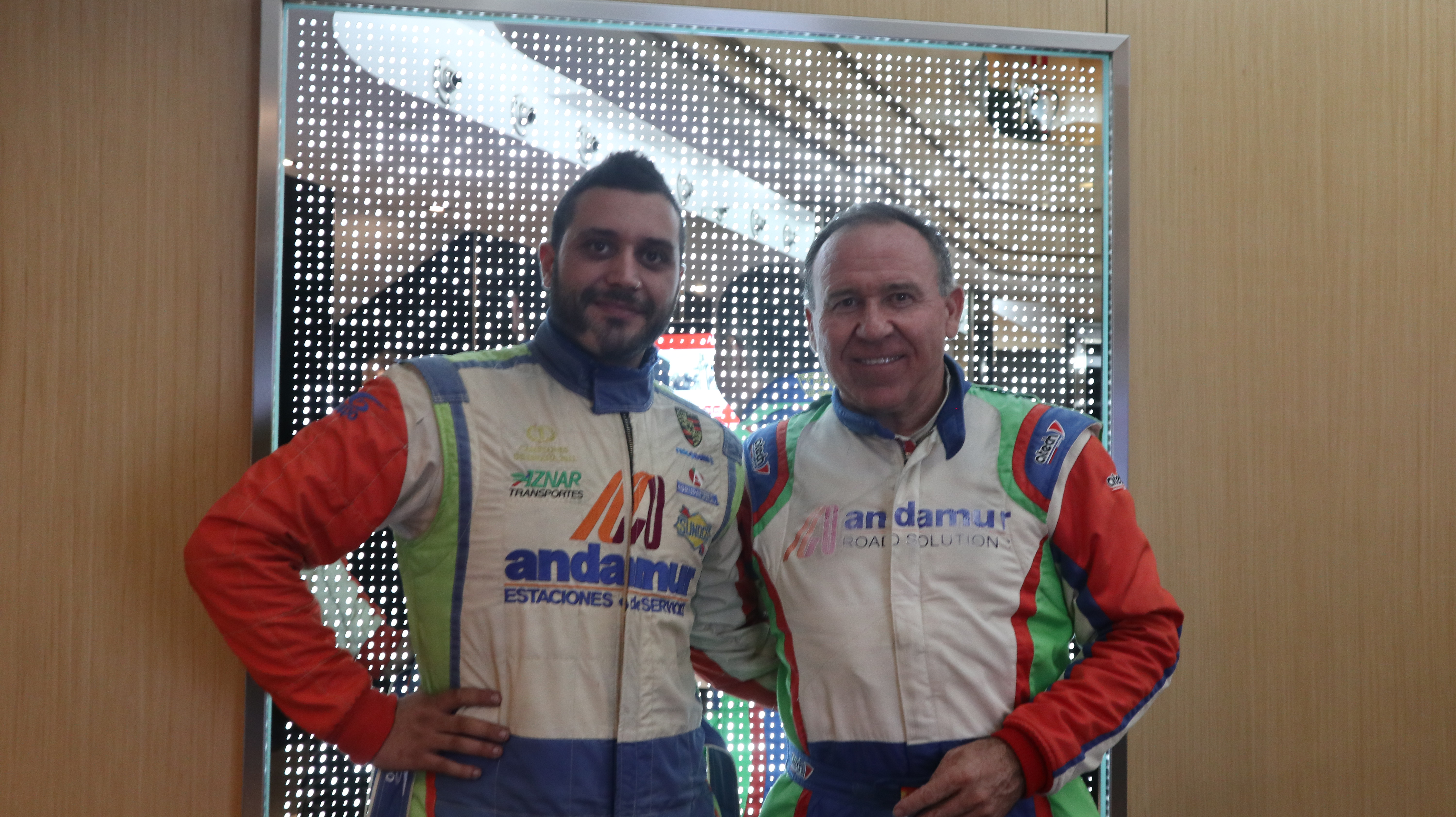
José Antonio Aznar (A la derecha) fue el ganador de la prueba.

El Rally Costa de Almería de 2018 fue la 44.ª edición del citado rally. Se celebró entre el 28 y 29 de abril de 2019 y contó con un itinerario de once tramos cronometrados sobre asfalto. Fue puntuable para el Campeonato de Andalucía de Rallyes de Asfalto, la Copa de España de Escuderían de Rallyes de Asfalto, y el Campeonato Murciano de Rallyes, contando con un coeficiente 5. Dio comienzo en la Rambla Federico García Lorca de la ciudad de Almería, lugar que también acogió la llegada del evento. Se presentaron 70 participantes, suponiendo así el registro más alto hasta la fecha.

## Itinerario
| Día 1  | SS1  | Benizalón-Benitagla     | 10,5 km |  |  |  |  |
| Día 1  | SS2  | Alcudia de Monteagud    | 4,9 km  |  |  |  |  |
| Día 1  | SS3  | Cóbdar-Uleila del Campo | 20,7 km |  |  |  |  |
| Día 1  | SS4  | Benizalón-Benitagla     | 10,5 km |  |  |  |  |
| Día 1  | SS5  | Alcudia de Monteagud    | 4,9 km  |  |  |  |  |
| Día 1  | SS6  | Cóbdar-Uleila del Campo | 20,7 km |  |  |  |  |
| Día 2  | SS7  | Vícar                   | 4,9 km  |  |  |  |  |
| Día 2  | SS8  | Enix-Alhama de Almería  | 14,4 km |  |  |  |  |
| Día 2  | SS9  | Ricaveral               | 13,6 km |  |  |  |  |
| Día 2  | SS10 | Vícar                   | 4,9 km  |  |  |  |  |
| Día 2  | SS11 | Enix-Alhama de Almería  | 14,4 km |  |  |  |  |
| Fuente |      |                         |         |  |  |  |  |

## Clasificación final
| 1.     | José Antonio Aznar          | Crisanto Galán                 | Porsche 911 GT3 997      | 1:18:52,5 | 0.0     |
| 2.     | Pedro Davíd Perez Sánchez   | Miguel Arrebola                | Mitsubishi Lancer Evo X  | 1:20:25,3 | 1:32,8  |
| 3.     | Davil Martín Aneas          | Pablo Sánchez Pérez            | Subaru Impreza]] STi N12 | 1;21:49,5 | 2:57,0  |
| 4.     | Rubén Segura García         | Alejandro Martínez Lozano      | Peugeot 205 Rallye       | 1:23:51,3 | 4:58,8  |
| 5.     | Jose María Zapata Rodríguez | Alejandro Leseduarte Fernández | Renault Clio RS R3T      | 1:24:46,1 | 5:53,6  |
| 6.     | Sergio Capel Galera         | Antonio Cruz Carmona           | Renault Clio Sport       | 1:25:00,3 | 6:07,8  |
| 7.     | Juan Fuentes Yepes          | Adrián Fuentes Yepes           | SEAT León Cupra R        | 1:26:50,7 | 7:58,2  |
| 8.     | Javier García López         | Rocío del Mar Guerrero Amate   | Renault Clio RS          | 1:28:19,9 | 9:27,4  |
| 9.     | Juan Jesús Coca             | Luisa María Benítez            | Renault Clio Cup         | 1:28:26,6 | 9:34,1  |
| 10.    | Antonio David Marchal       | David Nieto                    | Citroën Saxo VTS         | 1:29:00,9 | 10:08,4 |
| 11.    | Adolfo Olmedo Puertas       | Francisco García Montaño       | SEAT Ibiza 1.8T          | 1:29:39,7 | 10:47,2 |
| 12.    | Francisco Gómez Almansa     | Juan Francisco Ceba Navarro    | Peugeot 205 Rallye       | 1:30:03,5 | 11:11,0 |
| 13.    | Ignacio Jiménez Sánchez     | Esther Gutiérrez               | Citroën Saxo VTS         | 1:31:36,7 | 12:44,2 |
| 14.    | Eduardo Gómez Conde         | Valeriano Pérez Lafont         | Peugeot 106 Rallye       | 1:32:15,8 | 13:23,3 |
| 15.    | Nicolás Parrilla Gallardo   | Francisco Álamo Fernández      | Renault Clio RS          | 1:34:28,9 | 15:36,4 |
| 16.    | Antonio Peñalver Manzano    | Paula Peñalver Alcaraz         | Peugeot 206 XS           | 1:35:39,5 | 16:47,0 |
| 17.    | Yves Cools                  | Sergio Ortiz                   | Ford Escort              | 1:35:46,1 | 16:53,6 |
| Fuente |                             |                                |                          |           |         |